# دالاس تاونسند سينيور
دالاس تاونسند سينيور (بالإنجليزية: Dallas Townsend, Sr.)‏ هو محامي أمريكي، ولد في 2 أغسطس 1888 في فاييتفيل في الولايات المتحدة، وتوفي في 27 مايو 1966 في مونتكلير ‏ في الولايات المتحدة.